# Дар Божий (срібна жила)
«Дар Божий» (лат. Donum Divinum) — так називали середньовічні німецькі гірники потужну срібну жилу на руднику в Абертхамі (Західна Богемія, поблизу славнозвісного міста чеських гірників — Яхимова).
Інша назва — срібна жила Святого Лаврентія.
Згадується Георгіусом Агріколою в його відомому творі «De Re Metallica» (1556 р.).